# Jason Faunt
Jason Patrick Faunt (Chicago, Illinois, 20 de noviembre de 1974) es un actor estadounidense, conocido por interpretar el papel de Wesley "Wes" Collins, así como también el de Alex Drake en Power Rangers Time Force.
Faunt creció en el suburbio de McHenry, Illinois, Chicago. Debido a su destreza atlética en la escuela secundaria, él utilizó una beca de béisbol parcial para asistir a la Universidad de Carolina del Norte en Asheville, donde obtuvo una licenciatura en Dirección Comercial y Marketing. En un principio iba a convertirse en un jugador de las grandes ligas de béisbol después de graduarse, pero se mudó a Los Ángeles y empezó a dedicarse a la actuación, haciendo su debut profesional en Power Rangers Time Force.

## Vida personal
Faunt tiene dos niñas, fruto de su relación con Stephanie, con quien se casó el 6 de septiembre de 2002. Mientras que estaban comprometidos, Stephanie apareció en la escena del salón en el capítulo Movie Madness, Parte I. La pareja se separó en el año 2014.

## Televisión
- Power Rangers Time Force (2001)… Wesley "Wes" Collins - Alex Drake / Red Time Force Ranger
- Power Rangers Wild Force (2002)… Wesley "Wes" Collins / Red Time Force Ranger (3 episodios) 
  - "Reinforcements from the Future: Part 1"
  - "Reinforcements from the Future: Part 2"
  - "Forever Red"
- Eve
- Alexander (2006)
- Deadliest Warrior (2010)
- Power Rangers Super Megaforce (2014)… Wesley "Wes" Collins / Red Time Force Ranger
- Power Rangers Super Ninja Steel (2018)... Wesley "Wes" Collins / Red Time Force Ranger (2 episodios)